# Lois Lane

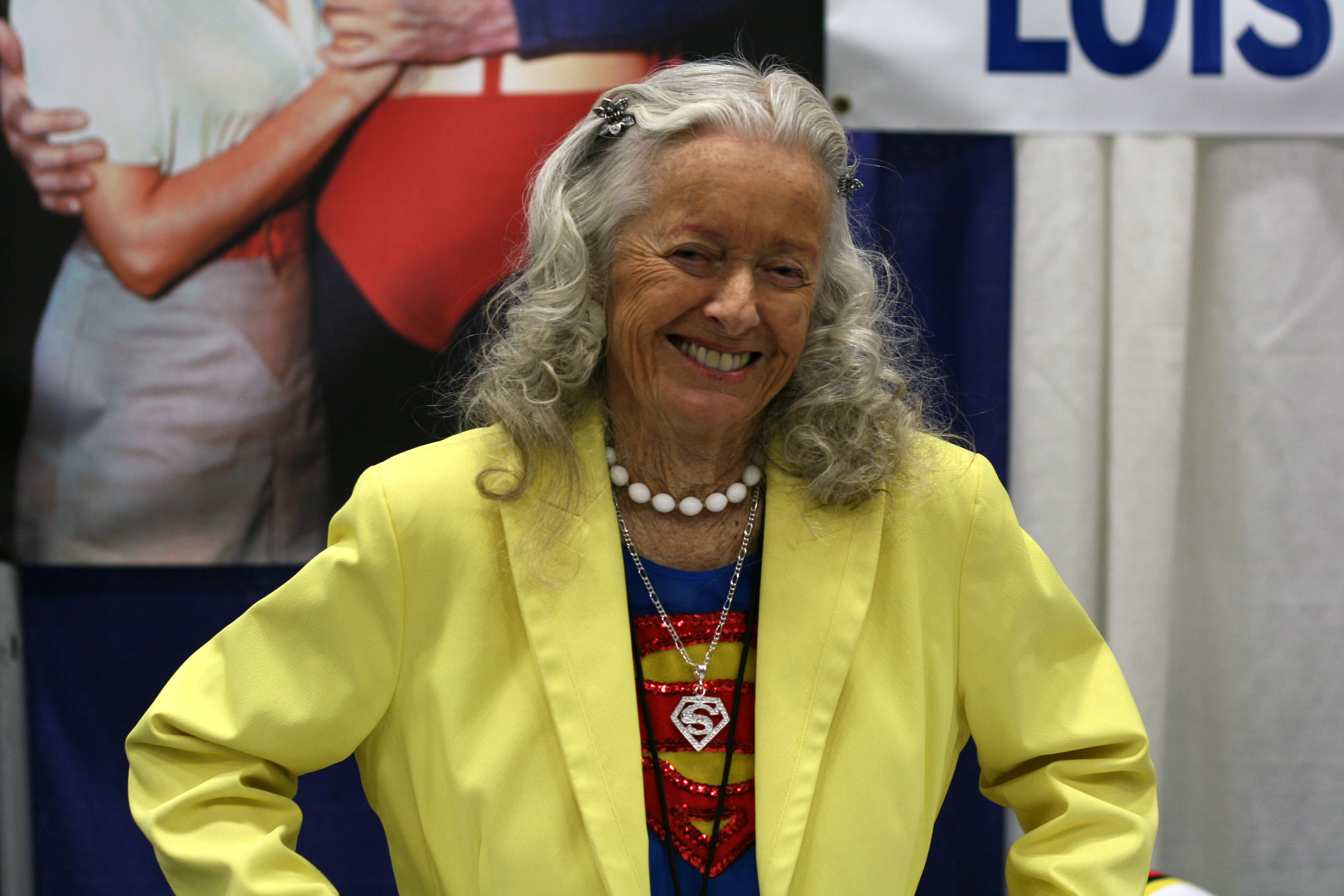
Die erste „reale“ Lois Lane Noel Neill (2008)

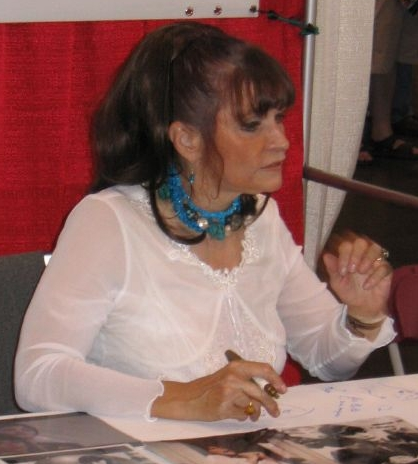
Die dritte „reale“ Lois Lane Margot Kidder in der Superman-Filmreihe (2005)

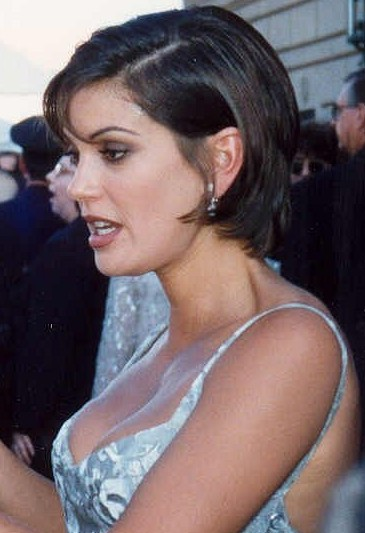
Teri Hatcher verkörperte Lois in der Serie Superman – Die Abenteuer von Lois & Clark (1995)

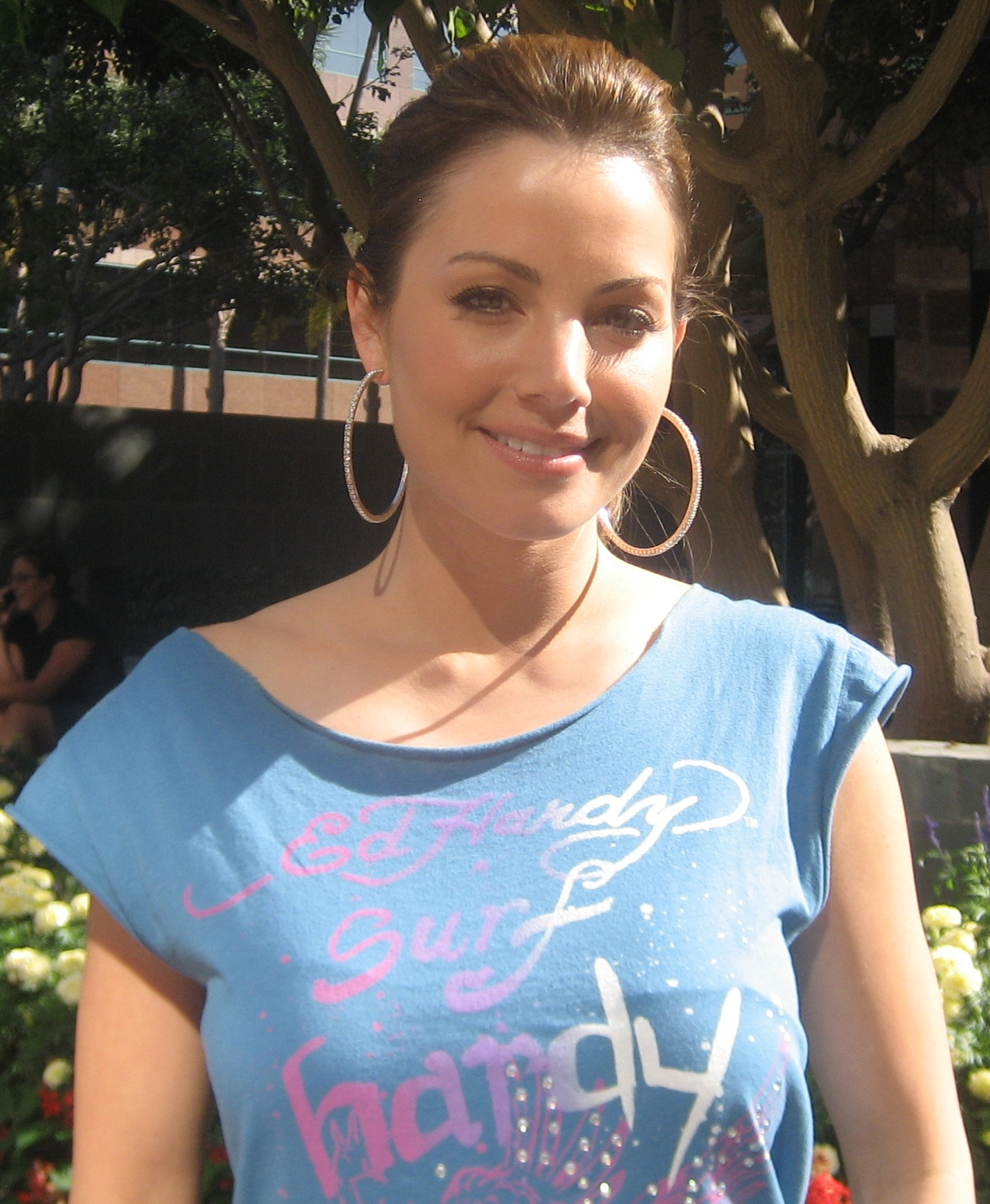
Von 2004 bis 2011 war Erica Durance Lois in der Serie Smallville (2008)

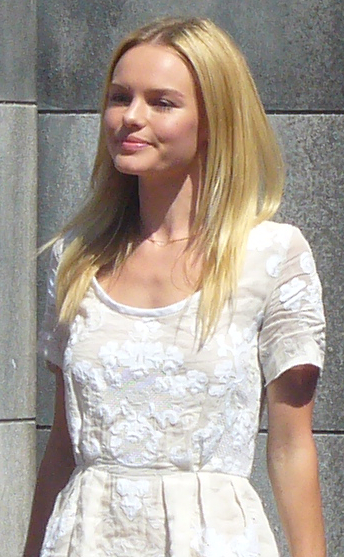
Kate Bosworth spielte in Superman Returns die Rolle der Lois (2007)

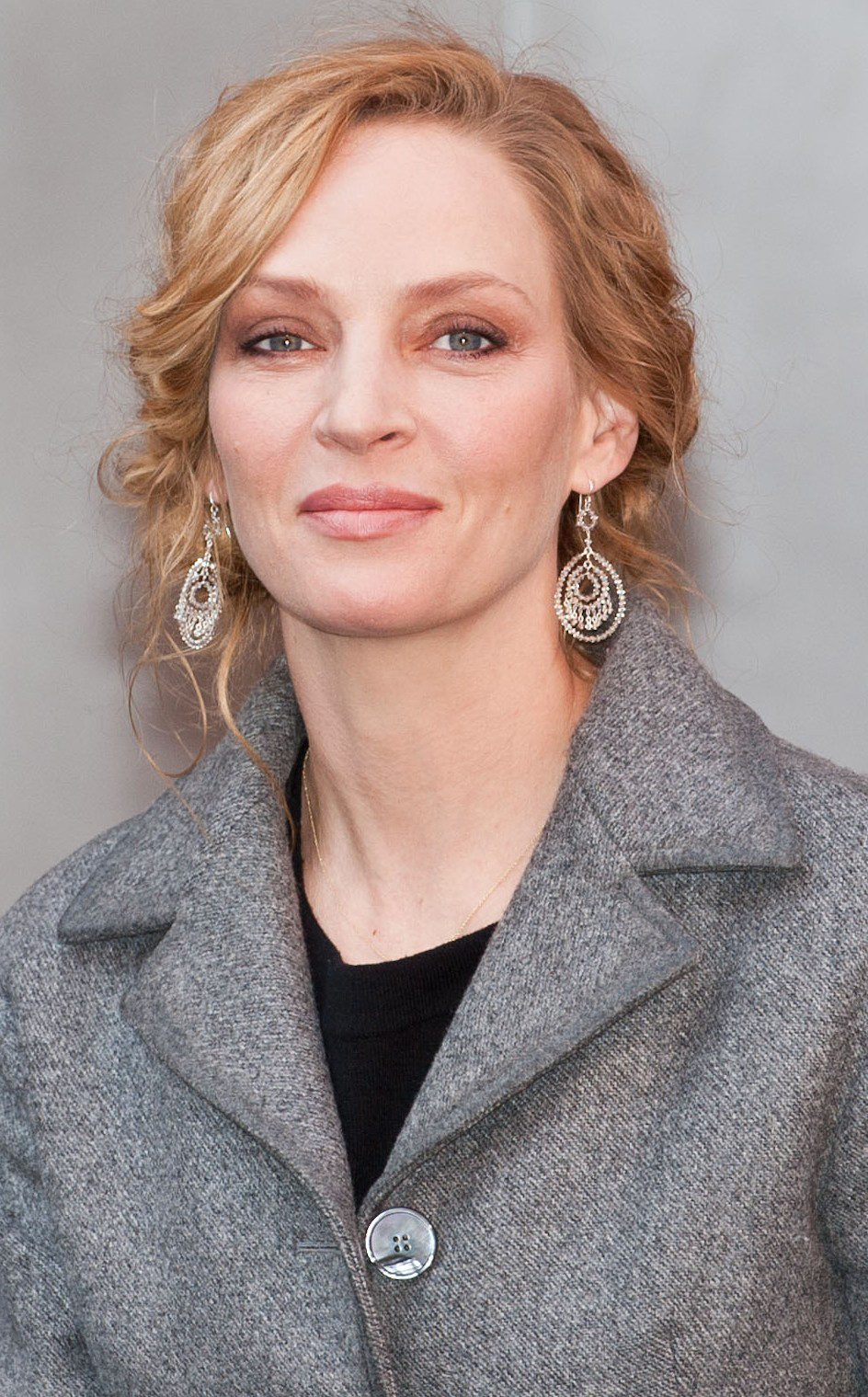
Uma Thurman stellt Lois Lane in Movie 43 dar (2014)

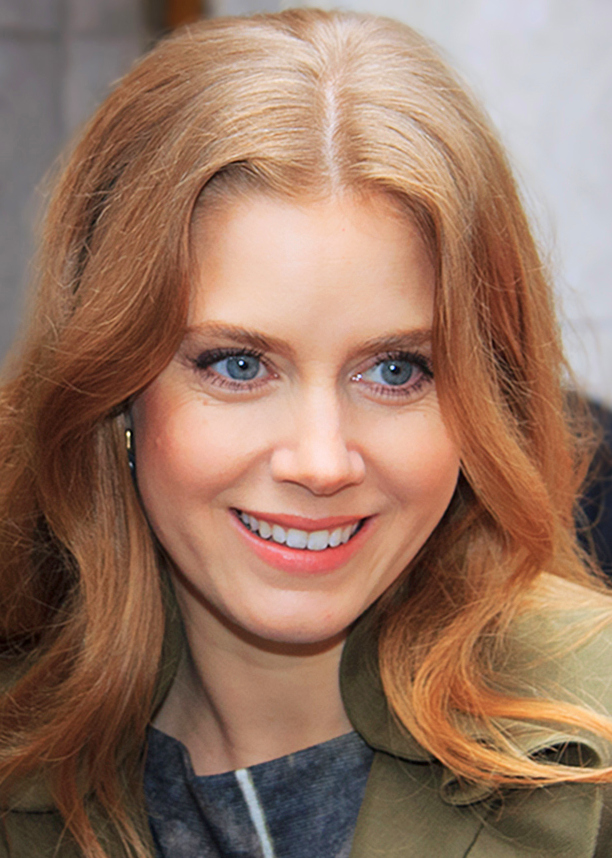
Amy Adams ist Lois Lane in Man of Steel, Batman v Superman und Justice League (2012)

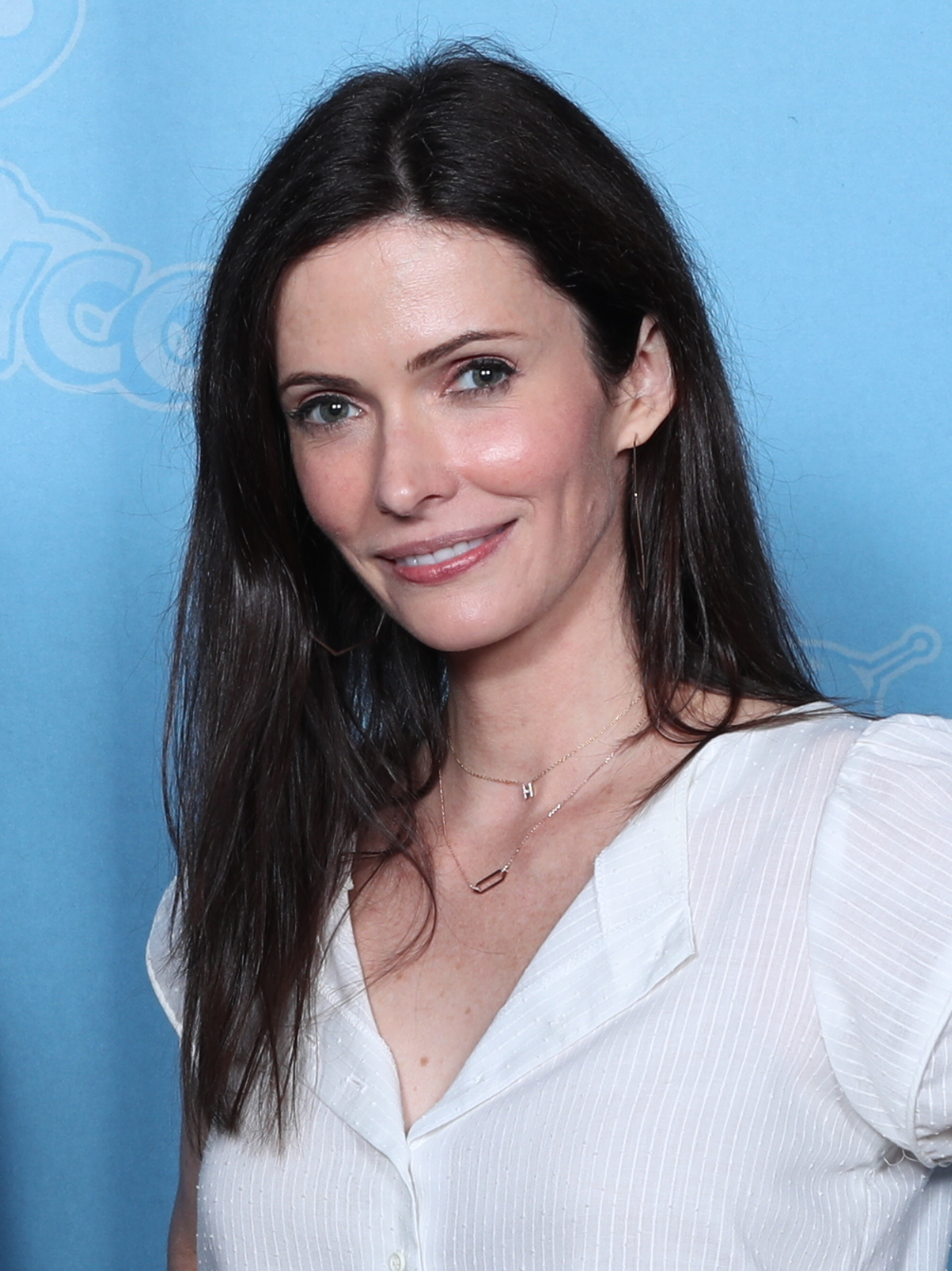
Elizabeth Tulloch ist Lois Lane in Superman & Lois

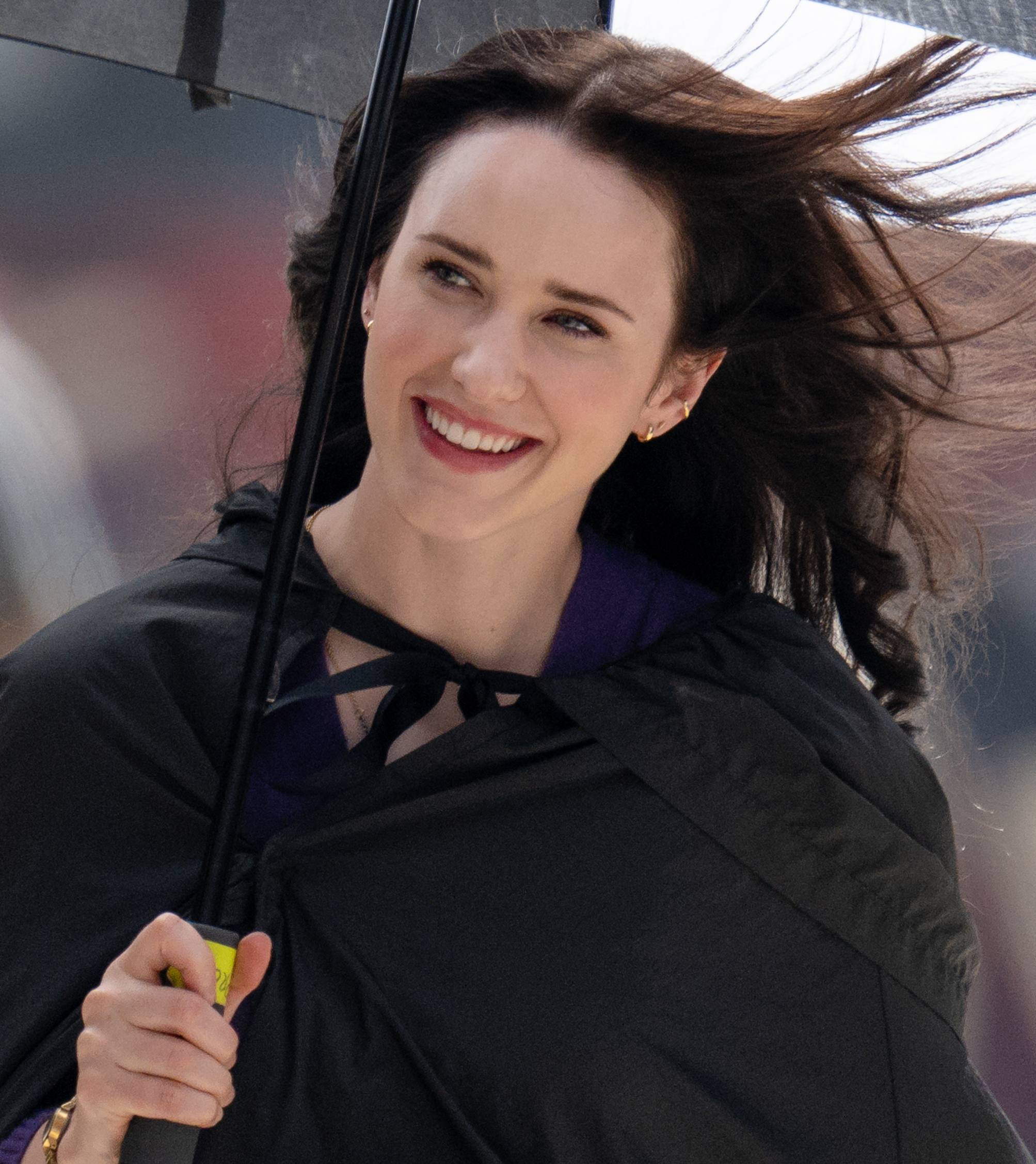
Rachel Brosnahan ist Lois Lane in Superman

Lois Joanne Lane ist der Name einer weiblichen Comicfigur aus dem DC-Universum. Sie ist Partnerin und in neueren Geschichten auch Ehefrau von Superman in Comicserien und Verfilmungen zu dem Superhelden von DC Comics.

## Geschichte
Lois ist die einzige wiederkehrende Figur der Superman-Serie – neben Superman/Clark Kent –, die bereits im ersten Superman-Comic, der Ausgabe #1 der Serie Action Comics von 1938, auftrat.
Geschaffen wurde Lois Lane von den Superman-Erfindern – dem jungen Autor Jerry Siegel und seinem Partner, dem Zeichner Joe Shuster –, die sie optisch dem Model Joanne Carter nachempfanden, die später Jerry Siegel heiratete und mit ihm eine Tochter, Laura Siegel Larson, hat, die als Journalistin arbeitet.
Lois Lanes Persönlichkeit basiert auf Torchy Blane, einer Filmfigur der 1930er.

## Biographie

### Comic
Lois ist die Tochter von Sam Lane und seiner Frau Ellen. Sie hat eine jüngere Schwester namens Lucy.
Lois verbrachte den Großteil ihrer Kindheit und Jugend auf Militärbasen, auf denen ihr Vater stationiert war. Bei einem Schulausflug zum Daily Planet lernte sie Perry White kennen und war so beeindruckt von ihm, dass sie beschloss, Reporterin zu werden. Im Alter von 15 Jahren bewarb sie sich um einen Job beim Daily Planet, wurde jedoch abgewiesen. Daraufhin brach sie bei Luthor Corp ein, stahl einige brisante Unterlagen über illegale Geschäfte und brachte diese Perry White. Der Chefredakteur erkannte, dass Lois die Fähigkeit hatte, eines Tages eine große Journalistin zu werden, und stellte sie ein – so zumindest die „offizielle“ Vergangenheit von Lois.
Als Clark beim Daily Planet eine Stelle bekam, entwickelte sich zwischen ihm und Lois eine Rivalität um die besten Storys, doch schließlich begruben sie das Kriegsbeil und wurden Freunde. In einigen Varianten der Superman-Geschichten ist es Lois, die den Namen Superman für einen ersten Artikel über ihn verwendet und so Namensgeberin wird. Lois war von Anfang an in Superman verliebt, doch je näher sie und Clark sich kamen, desto mehr vergingen diese Gefühle. Schließlich gestanden Lois und Clark sich ein, dass sie mehr füreinander empfanden als Freundschaft, und begannen miteinander auszugehen.
Clark machte Lois einen Heiratsantrag, den sie annahm. Erst danach erzählte er ihr, dass er Superman ist. Lois bat um kurze Bedenkzeit, doch dann akzeptierte sie die zwei Seiten ihres Geliebten. 1996 heirateten Lois Lane und Clark Kent gleichzeitig in den Comics und in der Fernsehserie Superman – Die Abenteuer von Lois & Clark.
Mit dem Neustart des DC-Universums im Jahr 2011 (The New 52) wurde die Beziehung von Lois zu Clark wieder zum Anfang zurückgesetzt, sodass sie nicht mehr verheiratet oder befreundet waren. Dieser Superman starb allerdings während The Final Days of Superman und der kurz zuvor während der Geschichte Convergence wiedergekehrte, „ursprüngliche“ Superman trat wieder auf. So besteht seit dem DC Rebirth (2016) wieder eine Ehe. Das Paar hat den Sohn Jonathan, der auch als Superboy auftritt.

### Film
- In der Serie Smallville erscheint Lois das erste Mal in der vierten Staffel und wird nach einigen Anfangsschwierigkeiten zu einer guten Freundin der Kent-Familie. In der Serie beschließt sie erst mit Anfang oder Mitte 20, Reporterin zu werden, nachdem ihre Cousine Chloe Sullivan sie für diesen Beruf begeisterte. Nach ihren Anfängen beim Inquisitor (6. Staffel) arbeitete sie ebenso wie Clark beim Daily Planet. In der letzten Staffel verloben sich Clark und Lois.
- Im Film Superman Returns haben Lois und Superman einen gemeinsamen Sohn namens Jason.
- In Man of Steel lernt Lois Clark kennen, als sie einer Story in Kanada nachgeht. Clark rettet ihr Leben und gibt sich dabei als Außerirdischer zu erkennen. Lois verspricht, Clarks Geheimnis zu bewahren. Im Laufe des Filmes vertieft sich die Beziehung der beiden, während Lois an Clarks/Supermans Seite gegen General Zod kämpft.

## Darstellerinnen in Film und Fernsehen
Noel Neill
Sie war die erste Schauspielerin, die Lois Lane in Kino und Fernsehen darstellte.
- 1948: Superman
- 1950: Atom Man vs. Superman
- 1953–1958: Superman – Retter in der Not (Staffeln 2 bis 6)

Im Superman-Film von 1978 hat sie eine Gastrolle als Lois Lanes Mutter, zusammen mit dem ersten Superman-Darsteller Kirk Alyn als deren Vater. 2006 spielte sie Gertrude Vanderworth, die im Sterben liegende Frau zu Beginn des Films Superman Returns.
Phyllis Coates
- 1951: Superman and the Mole-Men
- 1952–1953: Superman – Retter in der Not (Staffel 1)

In Superman – Die Abenteuer von Lois & Clark stellte sie Lois Lanes Mutter Ellen Lane dar.
Margot Kidder
- 1978: Superman
- 1980: Superman II – Allein gegen alle
- 1983: Superman III – Der stählerne Blitz
- 1987: Superman IV – Die Welt am Abgrund

In der Serie Smallville hat sie zwei Gastauftritte als Dr. Bridgette Crosby (Staffel 4). Sie stellt dabei die Sekretärin von Dr. Virgil Swann (gespielt vom Superman-Darsteller Christopher Reeve) dar.
Teri Hatcher
- 1993–1997: Superman – Die Abenteuer von Lois & Clark (Staffeln 1 bis 4)

In der Serie Smallville stellte sie Lois Lanes Mutter Ella Lane dar.
Erica Durance
- 2004–2011: Smallville (Staffeln 4 bis 10)
- 2019: Batwoman, Episode 1.09 Krise der Parallelerden – Teil 2

Kate Bosworth
- 2006: Superman Returns

Uma Thurman
- 2013: Movie 43

Amy Adams
- 2013: Man of Steel
- 2016: Batman v Superman: Dawn of Justice
- 2017: Justice League
- 2021: Zack Snyder’s Justice League

Elizabeth Tulloch
- 2018, 2019: The Flash, Episoden 5.09 Anderswelten (1), 6.09 Krise der Parallelerden – Teil 3
- 2018, 2019: Supergirl, Episoden 4.09 Anderswelten (3), 5.09 Krise der Parallelerden – Teil 1
- 2019: Batwoman, Episode 1.09 Krise der Parallelerden – Teil 2
- 2020: Arrow, Episode 8.08 Krise der Parallelerden – Teil 4
- 2020: Legends of Tomorrow, Episode 5.00 Krise der Parallelerden – Teil 5
- 2021–2024: Superman & Lois

Rachel Brosnahan
- 2025: Superman

## Superman's Girl Friend Lois Lane
Mit der Serie Superman's Girl Friend Lois Lane veröffentlichte DC Comics eine monatliche Comicreihe über Lois Lane. Die Reihe startete im März/April 1958 und endete im September/Oktober 1974 nach 137 regulären Ausgaben und zwei Annuals. Nach der Reihe Superman's Pal Jimmy Olsen war diese Serie die zweite, die über eine Figur aus Supermans Umfeld erschien.